# Бородовой знак
Бородово́й знак, бородовая копейка — металлический жетон, служащий квитанцией об оплате особой пошлины на ношение бороды.
Указом от 16 (27) января 1705 года устанавливалось четыре разряда пошлины:
- с царедворцев, городовых дворян, чиновников — по 60 рублей в год
- с гостей 1-й статьи — по 100 рублей в год
- с купцов средней и мелкой статьи, а также с посадских людей — по 60 рублей в год
- со слуг, ямщиков и извозчиков, с церковных причетников и всяких чинов московских жителей — по 30 рублей ежегодно.[2]

Каждый уплативший пошлину получал бородовой знак. Крестьяне пошлиной не облагались, но каждый раз при въезде в город взималось по 1 копейке «с бороды». С 1715 года действовала единая пошлина — 50 рублей с человека в год. Отменена пошлина в 1772 году.
Известно три основных вида бородовых знаков: 1699, 1705 и 1725 года.

## Бородовой знак 1699 года
На бородовом знаке 1699 года написано «СЗГо ГОДУ», на обороте — борода с надписью над ней «ДЕНГИ ВЗѦТЫ». СЗГо — это 207 год, точнее, 7207 год от «сотворения мира». Бородовой знак 1699 года долгое время был известен в единственном экземпляре, с коллекцией Круга попал в Эрмитаж, где и находится. Ещё в начале XIX века бурно обсуждался среди коллекционеров на предмет подлинности.
В августе 2018 года псковские археологи заявили, что обнаружили в Подзноевском кладе второй бородовой знак.
Только в начале XX века была опубликована М. Г. Деммени копия Указа о бородовом знаке 1699 года. Оценочная стоимость — 500 рублей до 1917 года (Петров). Бородовой знак 1698 года, описанный в энциклопедиях, — это бородовой знак 1699 года. Неправильное прочтение связано с переходом на новое летоисчисление с 1700 года, а прежний год начинался с 1 сентября, то есть 1699 год длился год и четыре месяца. Диаметр бородового знака 1699 года — около 1,3 см.
В журнале «Антиквариат, предметы искусства и коллекционирования» № 4 (75) за апрель 2010 года в статье «История бородовых знаков» описан бородовой знак 1699 года, найденный в Московской области.
В 2020 году в рамках проекта Монетное дело был выпущен современный рестрайк Бородового знака 2020.

## Бородовой знак 1705 года
Представляет собой монетовидный медный кружок, по размеру равный копейке. На лицевой стороне надпись: «ДЕНГИ ВЗѦТЫ», под ней — изображение усов и бороды. На оборотной стороне изображён двуглавый орёл и в кириллической буквенной записи — год выпуска бородового знака. Существуют бородовые знаки 1705 года с надчеканом, вероятно, призванные продлить срок службы жетона. Описано два варианта штемпеля (с широкой (редкий) и узкой бородой), а также несколько вариантов штемпеля надчекана.
В XVIII веке надчеканенные круглые бородовые знаки использовались в качестве платёжного средства, возможно, из-за этого появилось название «бородовая копейка».

## Бородовой знак 1710 года
По своему внешнему виду близок к бородовому знаку 1705 года, отчего их легко спутать. У бородового знака 1710 года дата — буквенной славянской цифирью, где последняя буква — "I", что означает число 10. Известно два варианта штемпеля — с усами и без усов. Надчеканы в обоих случаях сделаны после изготовления. В варианте без усов надчекан сделан так, что на обороте отсутствуют следы удара. Надчеканы у двух вариантов разные. У варианта без усов у орла над датой отсутствует корона.
Вопрос подтверждения подлинности является открытым. Уже известно не менее двух бородовых 1710 года с усами и четырёх — без усов. Пока считается, что для их изготовления использовался маточник или сам жетон 1705 года, т. е. буква даты "Е" перегравирована в "I" с последующей добивкой пуансоном на штемпеле (буква "I" — более высокая на жетоне). Большинство из известных экземпляров является «копанными», найденными в земле.

## Бородовой знак 1725 года
На лицевой стороне надпись «СБОРОДЫ ПОШЛИНА ВЗѦТА», оборотная сторона гладкая. По гурту надпись: «БОРОДА ЛИШНѦѦ ТѦГОТА». Существует ромбический бородовой знак образца 1725 года с датой 1724 года, являющийся пробным.
Бородовые знаки стали популярным объектом коллекционирования и с XIX века по настоящее время известно огромное число «новоделов» из разных металлов (меди, серебра, золота).

## Поддельные бородовые знаки
- С орлом на обороте — похожий по стилистике на бородовой знак 1699 года, вероятно, антикварная подделка.
- 1692 года (год цифрами) — вырезанная на кружке монеты антикварная подделка.
- 1705 года (год буквами) — очень часто встречающая современная штемпельная грубая подделка.
- 1705 года (год буквами) — часто встречающая современная литая подделка широко распространенного знака с надчеканом.
- 1705 года (год буквами) — с отличным от оригинала узорчатым ободком штемпельная антикварная подделка.
- 1708 года (год буквами (последняя «И»), прямоугольный надчекан) — штемпельная подделка.
- 1725 года (год цифрами, с орлом над легендой «СБОРОДЫ ПОШЛИНА ВЗѦТА») — современная штемпельная подделка.
- 1725 года (год цифрами, с отличным от оригинала узорчатым ободком) — качественная антикварная штемпельная подделка.